# Karol IV de Bourbon-Vendôme

Herb Bourbon-Vendôme

Herb Burbonóe

Karol de Bourbon-Vendôme (ur. 2 czerwca 1489; zm. 1537, w Amiens) – francuski szlachcic, dworzanin króla Franciszka I.
Karol urodził się w zamku w Vendôme jako syn Franciszka I, hrabiego Vendôme, i jego żony Marii Luksemburskiej. Jego siostrą cioteczną była królowa Szkocji - Maria de Guise. W 1514 Karol uzuskał tytuł para Francji, a hrabstwo Vendôme zostało podniesione do rangi księstwa Vendôme. Karol był wiernym zwolennikiem króla Franciszka I i uczestniczył w bitwie pod Marignan (w czasie wojen włoskich, w 1515). Po 1525, kiedy król znajdował się w niewoli, Karol był członkiem Rady Regencyjnej. Podczas tego okresu ziemiami Karola administrowała jego matka. 
W 1527 zmarł bezdzietnie konetabl de Bourbon, kuzyn Karola z bocznej gałęzi Bourbon-Montpensier - dziedzic Montpensier i Burbonii. Karol odziedziczył wszystkie tytuły konetabla i został głową rodu Bourbon.

## Małżeństwo i potomstwo
18 maja 1513 poślubił Franciszkę d'Alençon, wdowę po Franciszku Orleańskim, hrabim Dunois. Para miała 13 dzieci:
- Ludwika (1514-1516),
- Marię (1515-1538),
- Małgorzatę (1516-1589), od 1538 żonę Franciszka I de Cleves, księcia Nevers (1516-1561),
- Antoniego, księcia Vendôme (1518–1562), męża Joanny III - królowej Nawarry,
- Franciszka, hrabiego Enghien (1519-1546),
- Magdalenę, przełożoną w Sainte Croix de Poitiers (1521-1561),
- Ludwika (1522-1525),
- Karola, kardynała, arcybiskupa Rouen (1523-1590),
- Katarzynę, przełożoną w Soissons (1525-1594),
- Renatę, przełożoną w Chelles (1527-1583),
- Jan, hrabiego Soissons i Enghien (1528-1557), od 1557 męża swojej siostry ciotecznej Marii, księżnej Estouteville (1539-1601),
- Ludwika I, księcia Condé (1530–1569), męża Eleonory de Roye,
- Eleonorę, przełożoną w Fontevraud (1532-1611).

Dwaj synowie Karola - Antoni i Ludwik, książę Condé zostali znakomitymi dowódcami wojskowymi i walczyli przeciwko sobie w czasie wojen religijnych (Antoni po stronie katolików, a Ludwik - po stronie hugenotów). Syn Antoniego został królem Nawarry jako Henryk II i królem Francji jako Henryk IV.